# Pascal Schaller
Pour les articles homonymes, voir Schaller.
Pascal Schaller, né le 24 février 1971 à Fribourg, est un joueur et entraîneur suisse de hockey sur glace.

## Carrière
Formé dans le club fribourgeois de Gottéron, Pascal Schaller joue son premier match en LNA lors de la saison 1987/88. Lors de la saison suivante, il se taille joue dans l'équipe fanion fribourgeoise.
Lors de la saison 1990/91, Fribourg-Gottéron engage les Soviétiques Slava Bykov et Andreï Khomoutov. Dans les années 1990, Pascal Schaller accompagne très souvent ce duo. Ces saisons sont les meilleures pour l'attaquant fribourgeois, malgré l'absence de titre.
En 2001, il est poussé vers la sortie par Roland Von Mentlen et rejoint Genève-Servette. Il s'adapte rapidement à son nouveau club avec qui il fête la promotion en LNA.
Il doit refaire ses bagages et quitte le club genevois pour rejoindre le Lausanne HC. Après deux saisons en LNA, il vit la relégation du club vaudois et effectue une dernière saison en Ligue Nationale.
En 2006, il quitte prend sa retraite de joueur et rejoint le HC Bulle-La Gruyère, club de la ville où il habite. Il fête avec le club gruérien une promotion en 1re ligue et en devient même l'entraîneur pour cette première aventure au troisième échelon du hockey suisse. Il est toutefois remercié par le club bullois au mois de janvier 2009.
En marge de sa fonction d'entraîneur de la première équipe de Bulle, Pascal Schaller est également responsable du mouvement juniors du club gruérien. En 2009, il devient entraîneur des novices élites du CP Berne, où il remplace Lars Leuenberger. Il remporte le titre de champion de Suisse en 2011.
Pascal Schaller quitte alors le club de la capitale pour reprendre les juniors élites A de Fribourg-Gottéron.

### Carrière internationale
Pascal Schaller participe à un championnat du monde junior. Il dispute également 24 matchs avec l'équipe de Suisse, dont 7 rencontres en championnats du monde de poule B. 

## Statistiques
| Saison     | Équipe              | Ligue      |     | Saison régulière | Saison régulière | Saison régulière | Saison régulière | Saison régulière |    | Séries éliminatoires | Séries éliminatoires | Séries éliminatoires | Séries éliminatoires | Séries éliminatoires |
| Saison     | Équipe              | Ligue      | PJ  | B                | A                | Pts              | Pun              | PJ               | B  | A                    | Pts                  | Pun                  |                      |                      |
| 1987-1988  | Fribourg-Gottéron   | LNA        | 1   | 0                | 0                | 0                | -                | -                | -  | -                    | -                    | -                    |                      |                      |
| 1988-1989  | Fribourg-Gottéron   | LNA        | 34  | 3                | 2                | 5                | 8                | 1                | 0  | 0                    | 0                    | 0                    |                      |                      |
| 1989-1990  | Fribourg-Gottéron   | LNA        | 34  | 14               | 3                | 17               | 24               | 3                | 0  | 2                    | 2                    | 2                    |                      |                      |
| 1990-1991  | Fribourg-Gottéron   | LNA        | 29  | 11               | 8                | 19               | 22               | 8                | 5  | 2                    | 7                    | 4                    |                      |                      |
| 1991-1992  | Fribourg-Gottéron   | LNA        | 35  | 15               | 13               | 28               | 23               | -                | -  | -                    | -                    | -                    |                      |                      |
| 1992-1993  | Fribourg-Gottéron   | LNA        | 35  | 24               | 10               | 34               | 12               | 11               | 5  | 11                   | 16                   | 14                   |                      |                      |
| 1993-1994  | Fribourg-Gottéron   | LNA        | 36  | 28               | 25               | 53               | 12               | 11               | 10 | 7                    | 17                   | 10                   |                      |                      |
| 1994-1995  | Fribourg-Gottéron   | LNA        | 36  | 17               | 25               | 42               | 4                | 8                | 2  | 3                    | 5                    | 0                    |                      |                      |
| 1995-1996  | Fribourg-Gottéron   | LNA        | 36  | 7                | 16               | 23               | 26               | 4                | 4  | 2                    | 6                    | 4                    |                      |                      |
| 1996-1997  | Fribourg-Gottéron   | LNA        | 46  | 18               | 11               | 29               | 24               | 3                | 2  | 0                    | 2                    | 2                    |                      |                      |
| 1997-1998  | Fribourg-Gottéron   | LNA        | 40  | 11               | 18               | 29               | 43               | 12               | 0  | 3                    | 3                    | 6                    |                      |                      |
| 1998-1999  | Fribourg-Gottéron   | LNA        | 44  | 5                | 13               | 18               | 38               | 4                | 2  | 7                    | 9                    | 2                    |                      |                      |
| 1999-2000  | Fribourg-Gottéron   | LNA        | 42  | 13               | 14               | 27               | 32               | 4                | 0  | 0                    | 0                    | 4                    |                      |                      |
| 2000-2001  | Fribourg-Gottéron   | LNA        | 42  | 6                | 17               | 23               | 20               | 2                | 0  | 0                    | 0                    | 2                    |                      |                      |
| 2001-2002  | Genève-Servette HC  | LNB        | 33  | 20               | 19               | 39               | 16               | -                | -  | -                    | -                    | -                    |                      |                      |
| 2002-2003  | Genève-Servette HC  | LNA        | 44  | 10               | 11               | 21               | 18               | 6                | 0  | 0                    | 0                    | 14                   |                      |                      |
| 2003-2004  | Lausanne HC         | LNA        | 46  | 7                | 6                | 13               | 28               | 12               | 3  | 3                    | 6                    | 2                    |                      |                      |
| 2004-2005  | Lausanne HC         | LNA        | 40  | 4                | 5                | 9                | 14               | 17               | 3  | 1                    | 4                    | 8                    |                      |                      |
| 2005-2006  | Lausanne HC         | LNB        | 42  | 11               | 14               | 25               | 36               | 12               | 2  | 4                    | 6                    | 2                    |                      |                      |
| 2006-2007  | HC Bulle-La Gruyère | 2e ligue   | 20  | 23               | 23               | 46               | 12               | 10               | 16 | 11                   | 25                   | 2                    |                      |                      |
| 2007-2008  | HC Bulle-La Gruyère | 1re ligue  | 22  | 18               | 19               | 37               | 16               | 6                | 4  | 4                    | 8                    | 2                    |                      |                      |
| Totaux LNA | Totaux LNA          | Totaux LNA | 620 | 193              | 197              | 390              | 350              | 105              | 36 | 41                   | 77                   | 74                   |                      |                      |
| Totaux LNB | Totaux LNB          | Totaux LNB | 75  | 31               | 33               | 64               | 52               | 12               | 2  | 4                    | 6                    | 2                    |                      |                      |

| Année | Compétition  |   | PJ | B | A  | Pts | Pun               |  | Résultat |
| 1990  | CM -20 ans B | 7 | 5  | 6 | 11 | 10  | 1re place (promu) |  |          |
| 1994  | CM B         | 7 | 4  | 7 | 11 | 0   | 13e place (promu) |  |          |